# Älvkarleby (comuna)
Älvkarleby (em sueco: Älvkarleby kommun;  PRONÚNCIA) é uma comuna da Suécia localizada no condado de Uppsala. Sua capital é a cidade de Skutskär. Possui 215 quilômetros quadrados e segundo censo de 2018, havia 9 392 habitantes. A capital da comuna está localizada a 25 km a norte da cidade de Tierp.

## Localidades principais
Localidades com mais população da comuna (2019):

- Skutskär - 6 074 habitantes
- Älvkarleby - 1 515 habitantes

## Património turístico
Alguns pontos turísticos mais procurados atualmente são:

- Pesca do salmão no rio Dalälven

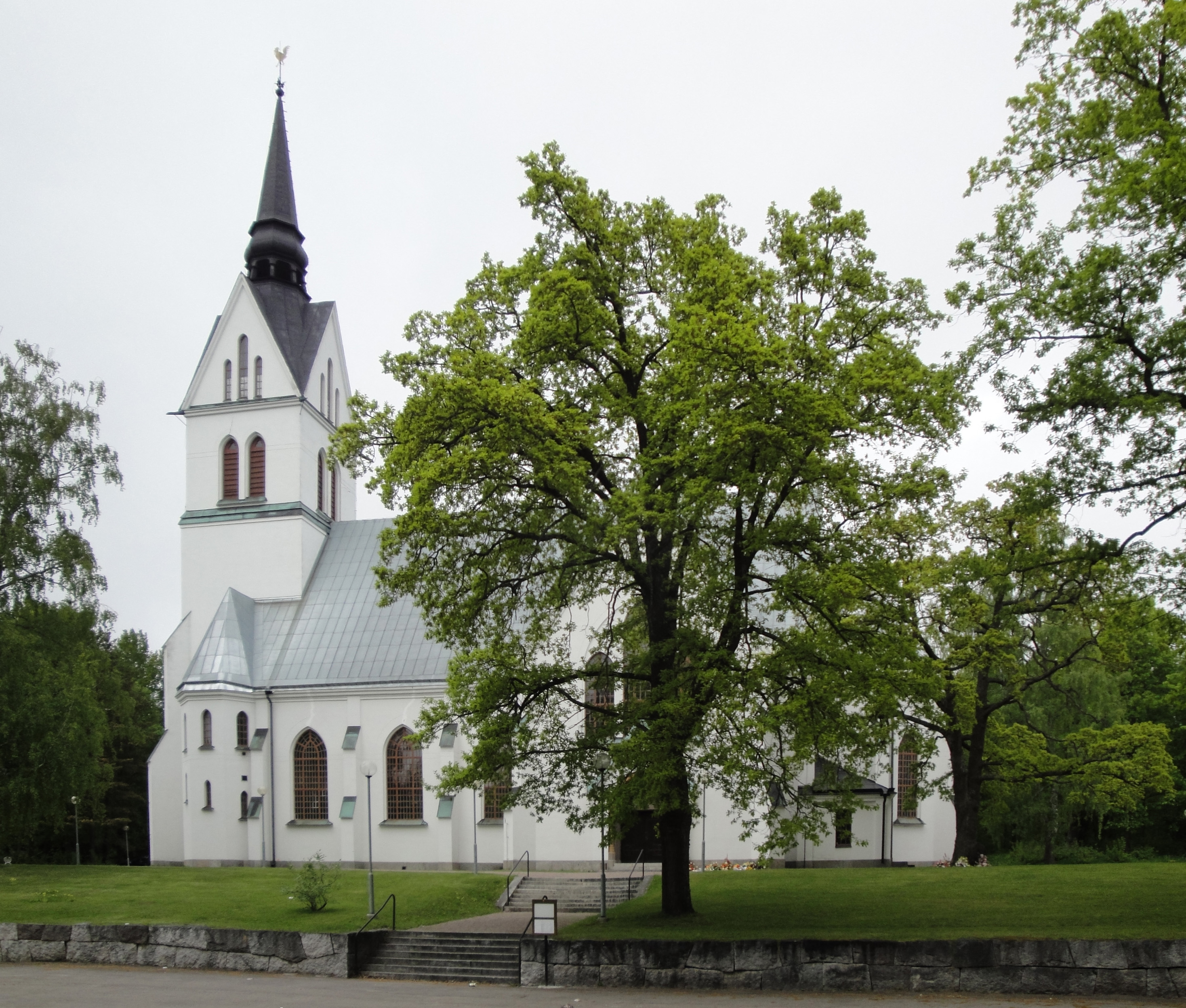
Igreja de Skutskär
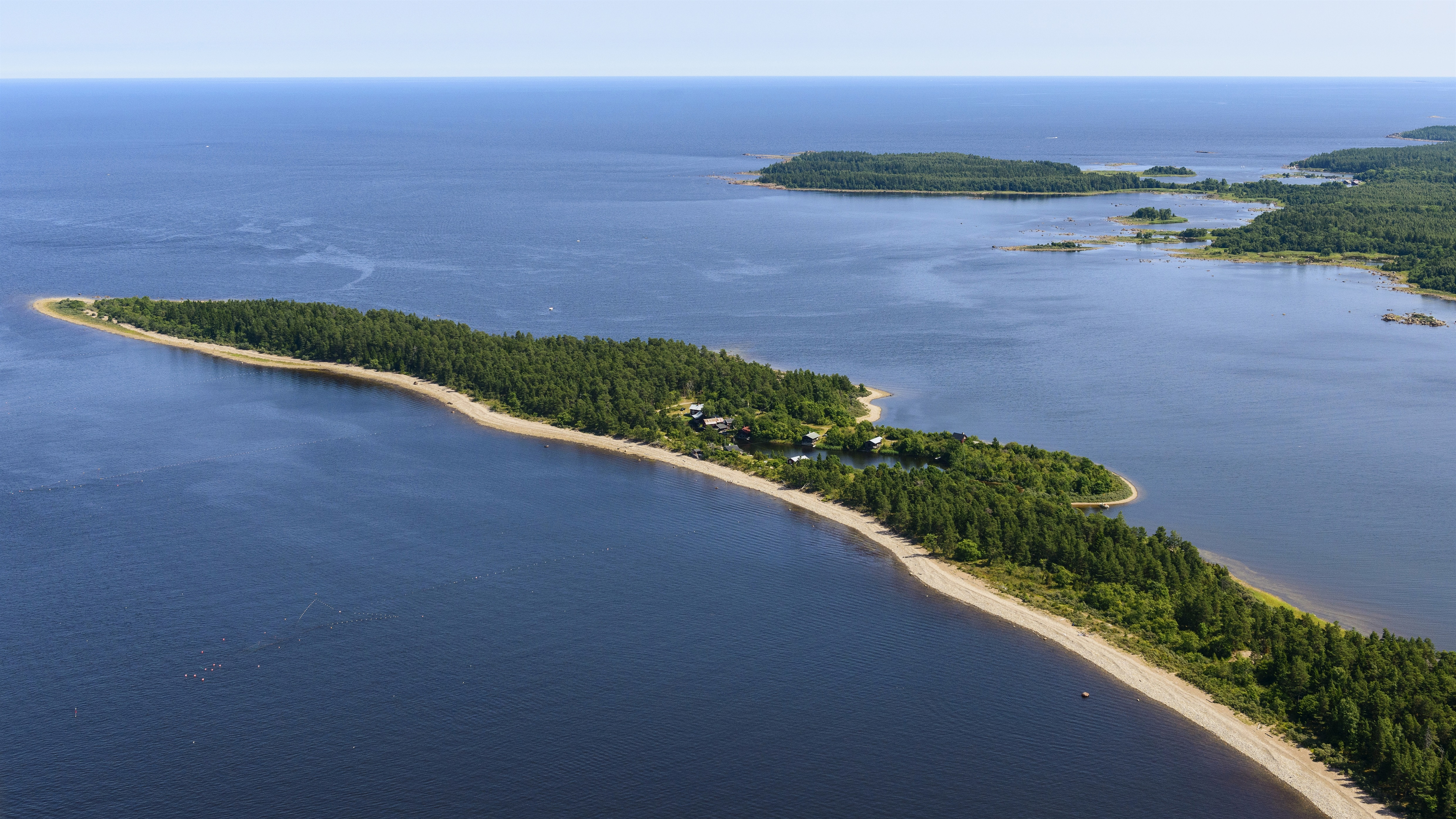
Ponta de Billudden